# Branco Provoste
 Branco Antonio Provoste Ovalle (Santiago de Chile, Chile, 14 de abril de 2000) es un futbolista profesional chileno que se desempeña como volante central u ofensivo en Cobreloa de la Primera B de Chile.

## Trayectoria

### Colo-Colo
Sus buenas actuaciones en las series menores del club llamaron la atención del entrenador del primer equipo, Pablo Guede. Tras entrenar durante un par de semanas con el plantel de honor, el 4 de diciembre de 2016, con tan solo 16 años y 8 meses, Provoste se convirtió en el primer jugador nacido en el siglo XXI en jugar un partido oficial por Colo-Colo, debutando en primera división en el triunfo por 4-2 de su equipo frente a Everton de Viña del Mar, por la 14° fecha del Torneo Apertura 2016, partido en el cual ingresó a los 53' de juego, en reemplazo de Ramón Fernández, con la camiseta número 32 en su espalda. Cuatro días más tarde, fue titular y disputó los 90 minutos en la victoria 1-2 del cuadro albo en su visita a Palestino, por la última fecha del mencionado torneo. 
Posteriormente, y en su tercera aparición con la camiseta del cuadro Popular, se consagra campeón de la Copa Chile 2016. En dicho partido, disputado el 14 de diciembre en el Estadio Nacional de Chile, ingresó al campo de juego a los 84' en la final que enfrentó a Colo-Colo y Everton de Viña del Mar, y que su equipo se llevaría con una contundente victoria 4-0.
Durante los primeros días de enero en 2017, sufrió una hepatitis viral. En un primer momento se dijo que esta infección lo mantendría alejado de las canchas por cerca de cuatro meses, pero, afortunadamente, se logró sobreponer y fue nominado por Hernán Caputto, entrenador de la Selección chilena sub-17, para disputar el Sudamericano Sub-17 de jugó en Chile durante los meses de febrero y marzo, certamen al cual asistió siendo el único jugador de la nómina en haber sumado minutos en Primera División.
Tras volver del Sudamericano, vio acción en la derrota 2 a 1 ante Club de Deportes Iquique en condición de visita, ingresando a los 59' en reemplazo de Mark González. Una semana más tarde, el día 8 de abril jugó su primer Superclásico ante Universidad de Chile, luego de ingresar al minuto 69 de juego por Ramón Fernández, partido que, finalmente, terminó igualado 2 a 2.
Posteriormente, disputó la Copa Mundial Sub-17 en la India, durante el mes de octubre de 2017. Debido a la preparación que supuso dicho certamen para el seleccionado nacional, durante Torneo de Transición solo fue convocado para jugar en la Fecha 4 ante Universidad de Concepción, compromiso en el cual fue suplente y no ingresó.
El 10 de noviembre de 2017, fue protagonista de una particular situación en el histórico amistoso disputado entre Colo-Colo y su similar femenino, encuentro organizado para reconocer a las albitas por sus destacas actuaciones tanto a nivel local como internacional. En aquel duelo, Provoste enfrentó a su polola, Fernanda Shlomit, figura del conjunto femenil de los albos, situación inédita en nuestro país y muy comentada en la interna del club.
El día 26 de enero de 2018, se coronó campeón de la Supercopa de Chile, ingresando a los 90' de juego en reemplazo de Esteban Paredes, en la victoria 3 a 0 sobre Santiago Wanderers, en lo que fue su retorno a las convocatorias en el conjunto albo tras su participación con la Selección Sub-17.

## Selección nacional

### Selección Sub-17
2015
Con tan solo 14 años y 11 meses, disputó el Sudamericano Sub-17 de 2015 de Paraguay, en el cual jugó dos partidos, anotando el único gol de su selección en la derrota 4 a 1 ante Uruguay. Tristemente, Chile terminó último en el Grupo B tras perder sus cuatro partidos disputados, siendo eliminado en fase de grupos y sin poder acceder al hexagonal final. Sin embargo, tenía su pase asegurado a la Copa Mundial Sub-17 de 2015, como país anfitrión.
| Torneo                      | Sede     | Resultado    | Partidos | Goles |
| --------------------------- | -------- | ------------ | -------- | ----- |
| Sudamericano Sub-17 de 2015 | Paraguay | Primera fase | 2        | 1     |

2017
Pese a ponerse en duda su participación en el Sudamericano Sub-17 de 2017 tras ser diagnosticado con hepatitis viral el 13 de enero del mismo año, finalmente fue nominado por el director técnico de la Selección Sub-17 de Chile, Hernán Caputto, para el torneo que se disputó entre el 23 de febrero y el 19 de marzo, en el cual el combinado chileno logró clasificar después de veinte años a la Copa Mundial Sub-17 de India.
| Torneo                      | Sede  | Resultado  | Partidos | Goles |
| --------------------------- | ----- | ---------- | -------- | ----- |
| Sudamericano Sub-17 de 2017 | Chile | Subcampeón | 9        | 0     |

El día 23 de septiembre de 2017, fue incluido en la nómina definitiva de 21 jugadores que fueron convocados por Hernán Caputto para viajar a disputar la Copa Mundial Sub-17 de 2017 durante el mes de octubre, certamen en el que vio acción en dos encuentros. Lamentablemente, su selección fue eliminada en fase de grupos tras cosechar un empate y dos derrotas, ubicándose en el cuarto lugar del Grupo F, con siete goles en contra y ninguno a favor, tras Inglaterra, Irak y México.

#### Participaciones en Copas de Mundo
| Torneo                      | Sede  | Resultado      | Partidos | Goles |
| --------------------------- | ----- | -------------- | -------- | ----- |
| Copa Mundial Sub-17 de 2017 | India | Fase de grupos | 2        | 0     |

## Estadísticas
| Club                                                                                              |               | Temporada     | Liga  | Liga  | Copas nacionales(1) | Copas nacionales(1) | Torneos internacionales(2) | Torneos internacionales(2) | Total | Total |
| Club                                                                                              | Part.         | Temporada     | Goles | Part. | Goles               | Part.               | Goles                      | Part.                      | Goles |       |
| ------------------------------------------------------------------------------------------------- | ------------- | ------------- | ----- | ----- | ------------------- | ------------------- | -------------------------- | -------------------------- | ----- | ----- |
| Colo-Colo · Chile                                                                                 | 1.ª           | 2016-17       | 4     | 0     | 1                   | 0                   | —                          | —                          | 5     | 0     |
| Colo-Colo · Chile                                                                                 | 1.ª           | 2017          | —     | —     | —                   | —                   | —                          | —                          | 0     | 0     |
| Colo-Colo · Chile                                                                                 | 1.ª           | 2018          | 3     | 0     | 2                   | 0                   | —                          | —                          | 5     | 0     |
| Colo-Colo · Chile                                                                                 | 1.ª           | 2019          | 5     | 0     | 7                   | 0                   | —                          | —                          | 12    | 0     |
| Colo-Colo · Chile                                                                                 | 1.ª           | 2020          | 12    | 0     | —                   | —                   | 1                          | 0                          | 12    | 0     |
| Colo-Colo · Chile                                                                                 | Total club    | Total club    | 17    | 0     | 10                  | 0                   | 1                          | 0                          | 28    | 0     |
| Ñublense · Chile                                                                                  | 1.ª           | 2021          | 12    | 1     | 5                   | 0                   | —                          | —                          | 17    | 1     |
| Ñublense · Chile                                                                                  | 1.ª           | 2022          | 11    | 0     | 1                   | 0                   | 2                          | 0                          | 14    | 0     |
| Ñublense · Chile                                                                                  | 1.ª           | 2023          | 0     | 0     | 0                   | 0                   | 0                          | 0                          | 0     | 0     |
| Ñublense · Chile                                                                                  | Total club    | Total club    | 23    | 1     | 6                   | 0                   | 2                          | 0                          | 31    | 1     |
| Total carrera                                                                                     | Total carrera | Total carrera | 47    | 1     | 16                  | 0                   | 3                          | 0                          | 67    | 1     |
| (1) Incluye datos de Copa Chile y Supercopa de Chile. (3) No incluye goles en partidos amistosos. |               |               |       |       |                     |                     |                            |                            |       |       |

## Palmarés

### Campeonatos nacionales
| Título             | Club             | País  | Temporada |
| ------------------ | ---------------- | ----- | --------- |
| Copa Chile         | C.S.D. Colo-Colo | Chile | 2016      |
| Supercopa de Chile | C.S.D. Colo-Colo | Chile | 2017      |
| Primera División   | C.S.D. Colo-Colo | Chile | 2017-T    |
| Supercopa de Chile | C.S.D. Colo-Colo | Chile | 2018      |
| Copa Chile         | C.S.D. Colo-Colo | Chile | 2019      |